# Maxilua
Maxilua là một chi bướm đêm thuộc họ Noctuidae.